# Máme papeže!
Máme papeže! (v originále Habemus papam) je italsko-francouzská dramatická komedie z roku 2011, kterou natočil italský herec a režisér Nanni Moretti. Světová premiéra filmu se uskutečnila v rámci mezinárodního filmového festivalu v Cannes v roce 2011. Hlavní roli ztvárnil Michel Piccoli. Českou premiéru měl film 5. dubna 2012.